# هانسرودی مرکی
هانسرودی مرکی (انگلیسی: Hansrüdi Märki؛ زادهٔ ۱۸ ژوئن ۱۹۶۰) دوچرخه‌سوار اهل سوئیس است.